# 食人妖
在托爾金（J. R. R. Tolkien）奇幻小說的中土大陸裡，洞穴巨人（Trolls）是一種有很大力量但低智慧的生物。在北歐神話裡，巨怪是有特殊能力的奇異生物，在今天的斯堪地納維亞（Scandinavia），這仍為人所接受。在托爾金的作品裡，食人妖的智能雖然足以與同族溝通，但他們都被描述成粗暴邪惡。

## 小說
在《哈比人歷險記》裡，食人妖說話時有很重的倫敦腔音，他們暴露在陽光下時會變成石頭，喜愛吃肉（羊、旅行者、哈比人及矮人）及喝酒。在《哈比人歷險記》裡，食人妖是一個滑稽要素，他們有普通的姓名：湯姆、威廉、伯特等。
墮落維拉及首位黑暗魔君魔苟斯（Morgoth）第一紀元前創造了首位食人妖。食人妖強壯及惡毒，但非常愚笨。食人妖的主要弱點是在接觸陽光時會變成石頭。沒有人知道魔苟斯如何培育食人妖，樹人樹鬍（Treebeard）曾說食人妖是以樹人為模範所創造的，就像半獸人仿精靈而創造的。他們也很可能是中土大陸其他墮落種族，因為魔苟斯和索倫都沒有使用秘火（secret fire）的機會，因此他們不可以創造事物，只能腐化已存在的生物。在《哈比人歷險記》和《魔戒》裡，他們害怕陽光的特性便可作為引證。
在貝爾蘭（Beleriand）的戰爭時期，炎魔（Balrogs）首領勾斯魔格（Gothmog）有食人妖護衛。胡林（Húrin）為了掩護特剛（Turgon）撤退，面對著食人妖護衛，魔苟斯企圖生擒胡林，胡林竭力抵抗著食人妖謢衛，食人妖的血液具有腐蝕性，把他的戰斧溶蝕，半獸人終生擒了胡林。胡林的被擒標誌著尼南斯·阿農迪亞德戰役（Nirnaeth Arnoediad）的結束，魔苟斯在此役戰勝了精靈、人類及矮人聯軍。
很多食人妖死於憤怒之戰（War of Wrath），倖存的食人妖則加入了索倫（Sauron）的陣營。在第二紀元和第三紀元，食人妖是索倫旗下最危險的戰士。

### 種類
食人妖有多個種類：
- 石巨人是在日間變成石頭的一種巨人，曾出現在《哈比人歷險記》，他們可以說話，能說基本的通用語。
- 丘陵食人妖是殺死北方遊俠酋長、亞拉岡（Aragorn）祖父亞拉德（Arador）[1]那種食人妖。《哈比人歷險記》裡那三個食人妖也屬於山地食人妖，他們可能是石巨人的分支。不過，西方軍隊與葛哥洛斯平原（Gorgoroth）的山地食人妖撕殺，那些食人妖可以在日間活動，意味著那裡食人妖也許是歐羅海。
- 洞穴食人妖在摩瑞亞（Moria）出沒，他們有深綠色的鱗片及黑色的血液。他們的表皮非常粗厚，當波羅莫（Boromir）攻擊洞穴食人妖時，劍刃也崩裂了，但洞穴食人妖卻毫髮未傷，佛羅多卻能以刺針（Sting）刺穿他的足部。[2]
- 山嶺食人妖曾出現過一次，他們操作葛龍德（Grond）破城鎚打破米那斯提力斯（Minas Tirith）的城門，從他們的名字知道，他們通常居住山上。以他們操作葛龍德破城鎚是因為他們比其他食人妖更加強壯。[3]
- 雪地食人妖只在形容聖盔·鎚手（Helm Hammerhand）時被提及過。聖盔·鎚手在長冬（Long Winter）期間在雪地上追擊敵人，他被形容為像雪地食人妖一樣，可知雪地食人妖是白色的，生活在低溫地區。除此之外，再也沒有任何雪地食人妖的資料[1]。
- 歐羅海（Olog-hai）是索倫所創造的新品種，他們強壯、靈活、兇猛、狡猾，和強獸人（Uruk-hai）一樣，他們可抵抗陽光。他們很少說話，只懂得黑暗語（Black Speech）。歐羅海是「巨人」旳意思。由於歐羅海加入了狡猾的特性，有人認為他們是巨型半獸人。歐羅海出現在第三紀元末的多爾哥多（Dol Guldur）及魔多的山脈附近[4]。在黑門之戰（Battle of the Morannon）裡出現的食人妖，在附錄裡暗示為歐羅海。他們的身形較人類高大及寬闊，有複雜的角鱗，他們的血液是黑色的。皮瑞格林·圖克（Peregrin Took）在黑門之戰殺了其中一個歐羅海。至尊魔戒（One Ring）被摧毀後，殘存的食人妖潰散。[5]

## 改編描述

### 雷夫·巴克西的動畫
1978年雷夫·巴克西的動畫《魔戒》依照書裡所描述的食人妖展示出來，但是動畫裡的食人妖是有腳趾。

### 彼得·傑克遜的電影

彼得·傑克遜執導的電影《魔戒首部曲：魔戒現身》裡出現的洞穴食人妖。

2001年，彼得·傑克遜執導的電影《魔戒首部曲：魔戒現身》，這裡只有洞穴食人妖出現，波羅莫發現了洞穴食人妖，洞穴食人妖撞擊門口，並摧毀了那房間，包括巴林的墓穴。隨後洞穴食人妖又刺中佛羅多，佛羅多幸得秘銀甲衣的保護才未喪命。洞穴食人妖被魔戒遠征隊的成員圍攻，直至勒苟拉斯（Legolas）給予他致命的一箭。射中了洞穴食人妖的頭頂。
食人妖也出現在《魔戒三部曲：王者再臨》的戰事裡，他們穿戴著裝甲及配備戰鎚。米那斯提力斯城門被打破後，一群食人妖作為先鋒衝進城內。到後來，至少還存活著一位食人妖，試圖攻破一道內城門。
索倫的軍隊利用食人妖運送一些沉重的裝備，如攻城塔，及推動機關以開啟或關閉沉重的黑門，有些食人妖有鏈子拴著。摩瑞亞的洞穴食人妖戴有一個有鏈子的項圈，顯示那些食人妖可能曾經是勞工。
亞拉岡在黑門之戰單挑一位歐羅海。
2012年的魔戒前傳電影《哈比人：意外旅程》中，三隻山地食人妖亦有出場，其形象顯得比較搞笑或愚笨。到了《哈比人：五軍之戰》，半獸人阿索格（Azog）稱食人妖為「戰獸」，大量的食人妖被用於背負投石器、撞毀城牆、攻擊敵人。

### 其他
《魔戒：武器及聖戰》（The Lord of the Rings: Weapons and Warfare）及由美商藝電（Electronic Arts）制作的遊戲大大擴展了托爾金所描述的食人妖。
在電影裡的山地食人妖及洞穴食人妖，他們身高約十七尺（五米），有巨大的手臂、肚子，背部和肩膀上有黑色的鱗片，皮膚呈灰色。他們有二十二顆牙齒，包括兩顆犬齒。在書中描述，食人妖的血液是黑色的，血液濺出時很熾熱，滴在地面上會嘶嘶作響。他們主要是肉食的，也可以消化植物。他們的眼睛只有灰藍兩色。食人妖穿戴皮制的纏腰帶。他們在戰鬥時偶然會咆哮，但他們不能說話。他們通常以巨型的棍棒或鎚子作為武器。洞穴食人妖會與半獸人混編在一起。低智慧的食人妖不能親自尋找食物，經常吃掉所有路經的生物，半獸人會為食人妖提供食物。食人妖的指甲生長到幾乎和手指的長度一致，可用於挖掘洞穴。
在電影裡，歐羅海與其他食人妖不同，他們的眼睛生在正面，表示他們是食人妖的進化體，皮膚呈灰黑色。山地食人妖及歐羅海的有很多相同之处：和其他食人妖相比，他們的體形較巨大及較有智慧，對陽光的抵抗能力也較強。而这两者之中歐羅海在這些方面的能力又都遠勝山地食人妖。

## 魔戒之後的衍生
在《勇者鬥怪物教戰手冊》，食人妖不再是身材粗壯肥胖，腦袋遲鈍的怪物；而變成瘦高有些駝背，尖鼻子長著獠牙的怪獸，身材巨大卻行動敏捷，爪子又尖又長；更驚人的是，食人妖有再生的能力，即使失去一隻手或一隻腳，只要一段時間會再長出來，所以對冒險者來說是一種很大的威脅。

### 魔獸系列
魔獸宇宙觀當中的食人妖是聰明狡詐、行動敏捷、兇猛善戰的種族，是艾澤拉斯最古老的種族之一，在造物者泰坦降臨之前就已經生活在這個世界上。需要注意的是魔兽里面的食人妖，台湾翻译作食人妖，中國翻译作巨魔，但其英文Troll等于食人妖。
最原初的食人妖稱作贊達拉，建立了以黃金打造的帝國，居住在卡林多大陸南邊；後來某些人民離開了贊達拉帝國，並建立了另外兩個龐大的食人妖帝國：北部的阿曼尼（森林食人妖）以及南部的古拉巴什（叢林食人妖）。
兩大帝國聯合對抗另一古老種族：亞基蟲族並獲得了勝利；但後來夜精靈擊敗了他們，成為艾澤拉斯最強盛的種族之一，而食人妖帝國也就此衰落，無法再回到以前的輝煌時期。
食人妖的體型瘦高，擁有獠牙，體格強壯，擅長在林地戰鬥；擁有自己的信仰與獨門的法術系統，以及其他種族所沒有的強大的肉體恢復力，但複雜的器官如手臂等等無法長回來。
森林食人妖的體格較叢林食人妖健壯，因長期不清洗自己的身體導致青苔生長在表皮上，大部分的森林食人妖外表都是綠色的。
叢林食人妖體格較瘦小，但戰鬥能力與兇猛程度完全不會比森林食人妖遜色；膚色由淺藍到深綠色都有。被隔离在沙漠的丛林食人妖分化出了亚种沙漠巨魔。
贊達拉食人妖的體型比前兩者更高更壯，膚色呈現棕色或灰色。
玩家可選用的食人妖族群是屬於叢林食人妖的暗矛部族，居住在無盡之海當中的小島上；當獸人部落的大酋長索爾因強風被迫在島群中登陸時，暗矛部族的酋長森金熱情地款待他們；後來他們被一群邪惡的魚人部族以及納迦海巫札迦拉抓走，森金被獻祭而死，之後索爾在火山爆發前將暗矛部族帶出去免於滅絕，而為了感謝索爾的大力相助，暗矛部族決定加入部落。